# 롤러코스터 타이쿤
《롤러코스터 타이쿤》(RollerCoaster Tycoon)은 플레이어가 놀이공원을 만들어 경영하는 컴퓨터 게임 시리즈이다.
미국의 디자이너이자 프로그래머인 크리스 소여와 그래픽 디자이너 시몬 포스터, 작곡가 앨리스터 브림블에 의해 개발되었으며, 하스브로 인터랙티브에서 출시되었다. 세계적으로 큰 인기를 끌며 두 세 번째 후속작들과 확장팩들이 출시되었다.

## 시리즈

### 롤러코스터 타이쿤 1
1999년에 출시된 롤러코스터 타이쿤 1은, 2편 출시 전까지 전 세계에 400만 장이 판매되었으며, 대한민국에서는 아타리 코리아에 의해 한글판이 출시되어 약 50만 장이 판매되었다. 같은 해 '애디드 어트렉션' 또는 '콕스크류 폴리스'라는 이름의 확장팩이 출시되었으나, 본편과 달라진 점이 거의 없어 큰 인기는 없었다. 그러나 2000년 출시된 '루피 랜드스케이프' 확장팩에서는 다양한 시나리오와 놀이기구, 테마가 추가되면서 엄청난 인기를 끌게 되었다. 덕분에 2002년 출시된 합본인 '골드(토탈리 롤러코스터)'와 2003년 출시된 '디럭스'도 큰 인기를 끌었다.

### 롤러코스터 타이쿤 2
2002년에 출시된 롤러코스터 타이쿤 2는, 1편의 게임 엔진과 그래픽을 그대로 사용하여서, 새로운 시리즈라기보다는 확장팩 성격의 느낌이 강하다. 그래서 비판도 많이 받았지만, 넓어진 공원과 다양한 놀이기구, 오브젝트 기능, 롤러코스터·시나리오 에디터 기능의 추가는 나름 환영을 받기도 하였다. 2003년 상반기에 출시된 첫 번째 확장팩인 '와키 월드'에서는 다양한 테마와 현실 공간이 배경인 시나리오가 추가되었으나, 달라진 부분이 거의 없어 큰 인기가 없었다. 그래서 '와키 월드' 출시 이후에 본편과 합본된 '콤보 파크 팩'도 인기가 없었다. 2003년 하반기에는 '타임 트위스터'라는 확장팩이 출시되었는데, 이름에서 알 수 있듯이 쥐라기, 선사 시대, 중세 등의 과거나, 외계인과 첨단 기술이 돋보이는 미래 테마와, 이를 이용한 시나리오가 추가되었으나. 역시나 우려먹기식 확장팩의 추가로 게이머들의 인기는 여전히 없었다. '타임 트위스터' 출시 이후 2006년에 출시된 본편과 확장팩 두 편의 합본이자 롤러코스터 타이쿤 2의 마지막 출시작인 '트리플 스릴 팩'의 낮은 인기는 게이머들이 롤러코스터 타이쿤 2에 대해 얼마나 실망감을 가졌는지 알 수 있다.
크리스 소여는 롤러코스터 타이쿤 1이 성공하자 엑스박스 버전을 포기하고, 컴퓨터 산업으로 뛰어들었다. 이어서 롤러코스터 타이쿤 2를 개발하였다. 롤러코스터 타이쿤 2는 다양한 세계(시나리오)를 자신이 직접 가꾸고, 발전시킬수 있으며 심지어 자신이 트랙 설계와 맵 설계도 가능케 하였다. 잇따라 시디게임 top100안에 들고 그들은 확장팩으로 롤러코스터 타이쿤 2: 와키월드, 롤러코스터 타이쿤 2: 트리플 스릴팩, 롤러코스터 타이쿤 2: 타임 트위스터를 개발하였다. 이로써 당시 2003년도 최고의 게임상을 받기도 하였다. 크리스 소여는 '프론티어 디벨롭먼트','판테라'등 많은 회사와 인물들의 도움을 받아 최고의 게임으로 거듭하였다. 전 세계로 펴져나간 롤러코스터 타이쿤 2의 환호와 인기는 끊기질 않았지만 그만큼 실망도 적지 않았다.

### 롤러코스터 타이쿤 3
2004년에 출시된 롤러코스터 타이쿤 3는, 1편의 게임 엔진을 그대로 사용해 실망감을 준 2편과는 달리 화려한 풀 3D로 재탄생되었다. 그 외에도 많은 부분이 수정·추가 되어 1편 출시 당시의 인기를 다시 누리게 되었다. 2005년 상반기에 출시된 확장팩인 '속트'에서는 놀이공원에 수영장과 물 놀이기구의 설치가 가능해졌고, 아틀란티스 같은 새로운 테마와 각종 놀이기구·시나리오·상점·시설이 추가되었으며, 완료하면 보상을 받는 미션 기능이 도입되었다. '속트' 출시 이후에는 본편과 합본된 '골드'가 출시되었다. 같은 해 하반기에 출시된 확장팩인 '와일드'에서는 놀이공원에 동물원을 설치해 관람객들이 동물을 볼 수 있게 되었고, 사파리나 티라노 같은 테마가 추가되었고, 역시나 각종 놀이기구·시나리오·상점·시설도 추가되었다. '와일드' 출시 이후 2006년에는 본편과 확장팩 두 편을 합본한 '플래티넘'이 출시되었다.
많은 회사들이 경영에 참가하고, 결국 롤러코스터 타이쿤 2가 정식 공개된지 1년도 안돼 롤러코스터 타이쿤 3를 개발하였다. 롤러코스터 타이쿤 3는 의외로 정식공개된지 6개월 만에 인기가 급격히 줄었다. 최근 2007년이 되어 다시 인기가 상승하고, 대한민국에서는 2006년부터 꾸준한 인기를 끌었다. '프론티어 디벨롭먼트'가 말하기로는 "의외로 부족한점과 꽉차보이지 않는 곳, 수많은 제벌, 국회의원 방문은 물론 동물원사고에 이어 수영장 불청객등 너무나 많은 추가옵션으로 인해 재미가 없어졌다." 기본적인 종류 외에 확장팩으로 롤러코스터 타이쿤 3: 와일드, 롤러코스터 타이쿤 3: 컬렉션, 롤러코스터 타이쿤 3: 속트가 있다.

### 롤러코스터 타이쿤 3D
2012년 10월 16일에 출시된 닌텐도 3DS 전용으로 나온 롤러코스터 타이쿤 시리즈의 4번째 작품이자 스핀오프 작품이다. 하지만, 그리 인기를 끌지는 못했다.

### 롤러코스터 타이쿤 4 모바일
2014년 4월에 모바일로 발매된 롤러코스터 타이쿤 시리즈의 5번째 작품이자 4편이다.

### 롤러코스터 타이쿤 월드
2016년 3월 25일에 얼리엑세스로 먼저 나왔으며, 같은 해 11월 17일에 발매된 롤러코스터 타이쿤 시리즈의 6번째 작품. 하지만 그 다음날 플래닛 코스터에 바로 밀려 역시 인기를 끌지 못하고 묻혔다.

### 롤러코스터 타이쿤 클래식
2016년 12월 20일에 애플 앱스토어와 구글 플레이를 통해 발매된 롤러코스터 타이쿤 시리즈의 7번째 작품이다. 초대작과 2편을 기반으로 했다. 사람들은 이 기능이 편하다 하였다.

## 영화화
2009년 5월 13일, 소니 픽쳐스 애니메이션은 아타리 비디오 게임즈로부터 롤러코스터 타이쿤의 영화 판권을 샀으며 실사와 CG를 적절히 혼합한 영화로 제작할 계획이라 밝혔다. 헤럴드 즈와트가 영화 제작을 담당하며, 각본은 데이빗 론, 제이 세릭이 맡는다. 개봉일이나 스토리 등에 대한 정보는 아직 공개되지 않았다.